# Премія «Золотий глобус» за найкращу жіночу роль другого плану серіалу, мінісеріалу або телефільму
Премія «Золотий глобус» за найкращу жіночу роль другого плану у серіалі, мінісеріалі або телефільмі вручається Голлівудською асоціацією іноземної преси щорічно з 1971 року. Першу премію в цій категорії на 28-мій церемонії отримала Гейл Фішер за роль у телесеріалі «Меннікс». Відпочатку ця нагорода мала назву «Найкраща акторка другого плану у телесеріалі», з 1980 року і дотепер вживається сучасна назва.
Нижче наведено повний список переможниць і номінанток.
Імена переможниць виділені окремим кольором.

## 2000—2009
| Рік  | Премія | Світлини переможниць                                                      | Переможниці та номінантки                                                |
| ---- | ------ | ------------------------------------------------------------------------- | ------------------------------------------------------------------------ |
| 2000 | 57-ма  |                                                                           | • Ненсі Маршанд — «Клан Сопрано» за роль Лівії Сопрано                   |
| 2000 | 57-ма  | • Кеті Бейтс — «Енні» за роль Агати Ганніген                              |                                                                          |
| 2000 | 57-ма  | • Жаклін Біссет — «Жанна д'Арк» за роль Ізабелли д'Арк                    |                                                                          |
| 2000 | 57-ма  | • Кім Кетролл — «Секс і місто» за роль Саманти Джонс                      |                                                                          |
| 2000 | 57-ма  | • Мелані Гріффіт — «Проєкт 281» за роль Меріон Дейвіс                     |                                                                          |
| 2000 | 57-ма  | • Синтія Ніксон — «Секс і місто» за роль Міранди Гоббс                    |                                                                          |
| 2000 | 57-ма  | • Міранда Річардсон — «Величезний успіх» за роль Діни Пеллерін            |                                                                          |
| 2001 | 58-ма  |                                                                           | • Ванесса Редґрейв — «Якщо б ці стіни могли говорити 2» за роль Едіт Трі |
| 2001 | 58-ма  | • Кім Кетролл — «Секс і місто» за роль Саманти Джонс                      |                                                                          |
| 2001 | 58-ма  | • Фей Данавей — «Виборчі перегони» за роль Паркер Гейбл                   |                                                                          |
| 2001 | 58-ма  | • Еллісон Дженні — «Західне крило» за роль Сі Джей Крегг                  |                                                                          |
| 2001 | 58-ма  | • Меган Маллаллі — «Вілл і Грейс» за роль Карен Волкер                    |                                                                          |
| 2001 | 58-ма  | • Синтія Ніксон — «Секс і місто» за роль Міранди Гоббс                    |                                                                          |
| 2002 | 59-та  |                                                                           | • Рейчел Гріффітс — «Клієнт завжди мертвий» за роль Бренди Ченовіт       |
| 2002 | 59-та  | • Дженніфер Еністон — «Друзі» за роль Рейчел Грін                         |                                                                          |
| 2002 | 59-та  | • Темі Бленшерд — «Життя з Джуді Гарленд» за роль молодої Джуді Гарленд   |                                                                          |
| 2002 | 59-та  | • Еллісон Дженні — «Західне крило» за роль Сі Джей Крегг                  |                                                                          |
| 2002 | 59-та  | • Меган Маллаллі — «Вілл і Грейс» за роль Карен Волкер                    |                                                                          |
| 2003 | 60-та  |                                                                           | • Кім Кетролл — «Секс і місто» за роль Саманти Джонс                     |
| 2003 | 60-та  | • Меган Маллаллі — «Вілл і Грейс» за роль Карен Волкер                    |                                                                          |
| 2003 | 60-та  | • Синтія Ніксон — «Секс і місто» за роль Міранди Гоббс                    |                                                                          |
| 2003 | 60-та  | • Паркер Поузі — «Пекло на підборах: Битва Мері Кей» за роль Джинджер Гіт |                                                                          |
| 2003 | 60-та  | • Джина Роулендс — «Істерична сліпота» за роль Вірджинії Міллер           |                                                                          |
| 2004 | 61-ша  |                                                                           | • Мері-Луїз Паркер — «Ангели в Америці» за роль Гарпер Пітт              |
| 2004 | 61-ша  | • Кім Кетролл — «Секс і місто» за роль Саманти Джонс                      |                                                                          |
| 2004 | 61-ша  | • Крістін Девіс — «Секс і місто» за роль Шарлотти Йорк Голденблатт        |                                                                          |
| 2004 | 61-ша  | • Синтія Ніксон — «Секс і місто» за роль Міранди Гоббс                    |                                                                          |
| 2004 | 61-ша  | • Меган Маллаллі — «Вілл і Грейс» за роль Карен Волкер                    |                                                                          |
| 2005 | 62-га  |                                                                           | • Анжеліка Г'юстон — «Ангели із залізними щелепами» за роль Керрі Чепмен |
| 2005 | 62-га  | • Дреа де Маттео — «Клан Сопрано» за роль Адріани Ла-Серве                |                                                                          |
| 2005 | 62-га  | • Ніколет Шерідан — «Відчайдушні домогосподарки» за роль Іді Брітт        |                                                                          |
| 2005 | 62-га  | • Шарліз Терон — «Життя і смерть Пітера Селлерса» за роль Брітт Екленд    |                                                                          |
| 2005 | 62-га  | • Емілі Вотсон — «Життя і смерть Пітера Селлерса» за роль Енн Гов         |                                                                          |
| 2006 | 63-тя  |                                                                           | • Сандра О — «Анатомія Грей» за роль Крістіни Янг                        |
| 2006 | 63-тя  | • Кендіс Берген — «Бостонське правосуддя» за роль Ширлі Шмідт             |                                                                          |
| 2006 | 63-тя  | • Кемрін Менхайм — «Елвіс» за роль Гледіс Преслі                          |                                                                          |
| 2006 | 63-тя  | • Елізабет Перкінс — «Косяки» за роль Силії Гоудз                         |                                                                          |
| 2006 | 63-тя  | • Джоан Вудворд — «Емпайр Фоллс» за роль Франсін Вітінг                   |                                                                          |
| 2007 | 64-та  |                                                                           | • Емілі Блант — «Донька Гідеона» за роль Наташи Ворнер                   |
| 2007 | 64-та  | • Тоні Коллетт — «Цунамі: Наслідки» за роль Кеті Грехем                   |                                                                          |
| 2007 | 64-та  | • Кетрін Гейґл — «Анатомія Грей» за роль Ізабел Стівенс                   |                                                                          |
| 2007 | 64-та  | • Сара Полсон — «Студія 60 на Сансет-Стрип» за роль Геррієт Гейс          |                                                                          |
| 2007 | 64-та  | • Елізабет Перкінс — «Косяки» за роль Силії Гоудз                         |                                                                          |
| 2008 | 65-та  |                                                                           | • Саманта Мортон — «Лонгфорд» за роль Міри Гіндлі                        |
| 2008 | 65-та  | • Роуз Бірн — «Сутичка» за роль Еллен Парсонс                             |                                                                          |
| 2008 | 65-та  | • Рейчел Гріффітс — «Брати і сестри» за роль Сари Ведон                   |                                                                          |
| 2008 | 65-та  | • Кетрін Гейґл — «Анатомія Грей» за роль Ізабел Стівенс                   |                                                                          |
| 2008 | 65-та  | • Анна Паквін — «Поховайте моє серце у Вундед Ні» за роль Елейн Гудейл    |                                                                          |
| 2008 | 65-та  | • Джеймі Преслі — «Мене звати Ерл» за роль Джой Тернер                    |                                                                          |
| 2009 | 66-та  |                                                                           | • Лора Дерн — «Перерахунок» за роль Кетрін Гарріс                        |
| 2009 | 66-та  | • Айлін Еткінс — «Кранфорд» за роль Дебри Дженкінс                        |                                                                          |
| 2009 | 66-та  | • Мелісса Джордж — «На лікуванні» за роль Лори Гілл                       |                                                                          |
| 2009 | 66-та  | • Рейчел Гріффітс — «Брати і сестри» за роль Сари Ведон                   |                                                                          |
| 2009 | 66-та  | • Даян Віст — «На лікуванні» за роль Джини Толл                           |                                                                          |

## 2010—2019
| Рік  | Премія | Світлини переможниць                                                        | Переможниці та номінантки                                              |
| ---- | ------ | --------------------------------------------------------------------------- | ---------------------------------------------------------------------- |
| 2010 | 67-ма  |                                                                             | • Хлоя Севіньї — «Велике кохання» за роль Ніколетти Грант              |
| 2010 | 67-ма  | • Джейн Адамс — «Величезний» за роль Тані Скейгл                            |                                                                        |
| 2010 | 67-ма  | • Роуз Бірн — «Сутичка» за роль Еллен Парсонс                               |                                                                        |
| 2010 | 67-ма  | • Джейн Лінч — «Хор» за роль Сью Сільвестр                                  |                                                                        |
| 2010 | 67-ма  | • Джанет Мактір — «Занурюючись в бурю» за роль Клементини Черчилль          |                                                                        |
| 2011 | 68-ма  |                                                                             | • Джейн Лінч — «Хор» за роль Сью Сільвестр                             |
| 2011 | 68-ма  | • Гоуп Девіс — «Особливі стосунки» за роль Гілларі Клінтон                  |                                                                        |
| 2011 | 68-ма  | • Келлі Макдональд — «Підпільна імперія» за роль Маргарет Шредер            |                                                                        |
| 2011 | 68-ма  | • Джулія Стайлз — «Декстер» за роль Люмен Пірс                              |                                                                        |
| 2011 | 68-ма  | • Софія Вергара — «Американська сімейка» за роль Глорії Дельгадо-Прітчетт   |                                                                        |
| 2012 | 69-та  |                                                                             | • Джессіка Ленґ — «Американська історія жаху» за роль Констанс Ленгдон |
| 2012 | 69-та  | • Келлі Макдональд — «Підпільна імперія» за роль Маргарет Шредер            |                                                                        |
| 2012 | 69-та  | • Меггі Сміт — «Абатство Даунтон» за роль Вайолет, графині Ґрентем          |                                                                        |
| 2012 | 69-та  | • Софія Вергара — «Американська сімейка» за роль Глорії Дельгадо-Прітчетт   |                                                                        |
| 2012 | 69-та  | • Еван Рейчел Вуд — «Мілдред Пірс» за роль Веди Пірс                        |                                                                        |
| 2013 | 70-та  |                                                                             | • Меггі Сміт — «Абатство Даунтон» за роль Вайолет, графині Ґрентем     |
| 2013 | 70-та  | • Гейден Панеттьєр — «Нашвілл» за роль Джульєтти Барнс                      |                                                                        |
| 2013 | 70-та  | • Арчі Панджабі — «Гарна дружина» за роль Калінди Шарма                     |                                                                        |
| 2013 | 70-та  | • Сара Полсон — «Злам» за роль Ніколь Волас                                 |                                                                        |
| 2013 | 70-та  | • Софія Вергара — «Американська сімейка» за роль Глорії Дельгадо-Прітчетт   |                                                                        |
| 2014 | 71-ша  |                                                                             | • Жаклін Біссет — «Танцюючи на межі» за роль Лавінії Кремон            |
| 2014 | 71-ша  | • Джанет Мактір — «Біла королева» за роль Джакетти Люксембургської          |                                                                        |
| 2014 | 71-ша  | • Гейден Панеттьєр — «Нашвілл» за роль Джульєтти Барнс                      |                                                                        |
| 2014 | 71-ша  | • Моніка Поттер — «Батьки» за роль Крістіни Брейвмен                        |                                                                        |
| 2014 | 71-ша  | • Софія Вергара — «Американська сімейка» за роль Глорії Дельгадо-Прітчетт   |                                                                        |
| 2015 | 72-га  |                                                                             | • Джоан Фроггатт — «Абатство Даунтон» за роль Анни Бэйтс               |
| 2015 | 72-га  | • Узо Адуба — «Помаранчевий — хіт сезону» за роль Сьюзенн Воррен            |                                                                        |
| 2015 | 72-га  | • Кеті Бейтс — «Американська історія жаху» за роль Етель Дарлінг            |                                                                        |
| 2015 | 72-га  | • Еллісон Дженні — «Мама» за роль Бонні Планкетт                            |                                                                        |
| 2015 | 72-га  | • Мішель Монаган — «Справжній детектив» за роль Меггі Гарт                  |                                                                        |
| 2016 | 73-тя  |                                                                             | • Мойра Тірні — «Роман» за роль Гелен Соллоуей                         |
| 2016 | 73-тя  | • Узо Адуба — «Помаранчевий — хіт сезону» за роль Сьюзенн Воррен            |                                                                        |
| 2016 | 73-тя  | • Джоан Фроггатт — «Абатство Даунтон» за роль Анни Бэйтс                    |                                                                        |
| 2016 | 73-тя  | • Реджина Кінг — «Американський злочин» за роль Алії Шейдід                 |                                                                        |
| 2016 | 73-тя  | • Джудіт Лайт — «Очевидне» за роль Шеллі Фефферман                          |                                                                        |
| 2017 | 74-та  |                                                                             | • Олівія Колман — «Нічний адміністратор» за роль Анджели Берр          |
| 2017 | 74-та  | • Ліна Гіді — «Гра престолів» за роль Серсі Ланністер                       |                                                                        |
| 2017 | 74-та  | • Кріссі Метз — «Це — ми» за роль Кейт Пірсон                               |                                                                        |
| 2017 | 74-та  | • Менді Мур — «Це — ми» за роль Ребекки Пірсон                              |                                                                        |
| 2017 | 74-та  | • Тенді Ньютон — «Край «Дикий Захід» за роль Мейв Міллей                    |                                                                        |
| 2018 | 75-та  |                                                                             | • Лора Дерн — «Велика маленька брехня» за роль Ренати Клейн            |
| 2018 | 75-та  | • Енн Дауд — «Оповідь служниці» за роль Лідії                               |                                                                        |
| 2018 | 75-та  | • Кріссі Метз — «Це — ми» за роль Кейт Пірсон                               |                                                                        |
| 2018 | 75-та  | • Мішель Пфайффер — «Маестро брехні» за роль Рут Мейдофф                    |                                                                        |
| 2018 | 75-та  | • Шейлін Вудлі — «Велика маленька брехня» за роль Джейн Чепмен              |                                                                        |
| 2019 | 76-та  |                                                                             | • Патрісія Кларксон — «Гострі предмети» за роль Адори Креллін          |
| 2019 | 76-та  | • Алекс Борштейн — «Дивовижна місіс Мейзел» за роль Сьюзі Маєрсон           |                                                                        |
| 2019 | 76-та  | • Пенелопа Крус — «Американська історія злочинів» за роль Донателли Версаче |                                                                        |
| 2019 | 76-та  | • Тенді Ньютон — «Край «Дикий Захід» за роль Мейв Міллі                     |                                                                        |
| 2019 | 76-та  | • Івонн Страховскі — «Оповідь служниці» за роль Серени Джой Вотерфорд       |                                                                        |

## 2020—2029
| Рік  | Премія | Світлини переможниць                                               | Переможниці та номінантки                                |
| ---- | ------ | ------------------------------------------------------------------ | -------------------------------------------------------- |
| 2020 | 77-ма  |                                                                    | • Патриція Аркетт — «Вдавання» за роль Ді Ді Бланшард    |
| 2020 | 77-ма  | • Гелена Бонем Картер — «Корона» за роль принцеси Маргарет         |                                                          |
| 2020 | 77-ма  | • Тоні Коллетт — «Неймовірне» за роль Грейс Расмуссен              |                                                          |
| 2020 | 77-ма  | • Меріл Стріп — «Велика маленька брехня» за роль Мері Луїз Райт    |                                                          |
| 2020 | 77-ма  | • Емілі Вотсон — «Чорнобиль» за роль Уляни Хом'юк                  |                                                          |
| 2021 | 78-ма  |                                                                    | • Джилліан Андерсон — «Корона» за роль Маргарет Тетчер   |
| 2021 | 78-ма  | • Гелена Бонем Картер — «Корона» за роль принцеси Маргарет         |                                                          |
| 2021 | 78-ма  | • Джулія Гарнер — «Озарк» за роль Рут Ленгмор                      |                                                          |
| 2021 | 78-ма  | • Енні Мерфі — «Шиттс-Крік» за роль Алексіса Роуза                 |                                                          |
| 2021 | 78-ма  | • Синтія Ніксон — «Сестра Ретчед» за роль Гвендолін Бріггс         |                                                          |
| 2022 | 79-та  |                                                                    | • Сара Снук — «Спадщина» за роль Шивон Рой               |
| 2022 | 79-та  | • Дженніфер Кулідж — «Білий лотос» за роль Тані МакКвойд           |                                                          |
| 2022 | 79-та  | • Кейтлін Дівер — «Ломка» за роль Бетсі Маллам                     |                                                          |
| 2022 | 79-та  | • Енді Макдавелл — «Покоївка» за роль Поли                         |                                                          |
| 2022 | 79-та  | • Ганна Ваддінгем — «Тед Лассо» за роль Ребекки Велтон             |                                                          |
| 2023 | 80-та  |                                                                    | • Дженніфер Кулідж — «Білий лотос» за роль Тані МакКвойд |
| 2023 | 80-та  | • Обрі Плаза — «Білий лотос» за роль Харпер Спіллер                |                                                          |
| 2023 | 80-та  | • Клер Дейнс — «Флейшман у біді» за роль Рейчел Флейшман           |                                                          |
| 2023 | 80-та  | • Нісі Неш — «Історія Джеффрі Дамера» за роль Гленди Клівленд      |                                                          |
| 2023 | 80-та  | • Дейзі Едгар-Джонс — «Під прапором небес» за роль Бренди Лафферті |                                                          |
| 2024 | 81-ша  |                                                                    | • Елізабет Дебікі — «Корона» за роль принцеси Діани      |
| 2024 | 81-ша  | • Еббі Елліотт — «Ведмідь» за роль Наталі Берзатто                 |                                                          |
| 2024 | 81-ша  | • Крістіна Річчі — «Шершні» за роль Місті                          |                                                          |
| 2024 | 81-ша  | • Меріл Стріп — «Вбивства в одній будівлі» за роль Лоретти Деркін  |                                                          |
| 2024 | 81-ша  | • Ганна Ваддінгем — «Тед Лассо» за роль Ребекки Велтон             |                                                          |
| 2024 | 81-ша  | • Дж. Сміт-Кемерон — «Спадкоємці» за роль Джері Келлман            |                                                          |
| 2025 | 82-га  |                                                                    | • Джессіка Ганнінг — «Оленя» за роль Марти Скотт         |
| 2025 | 82-га  | • Ліза Колон-Зайас — «Ведмідь» за роль Тіни Марреро                |                                                          |
| 2025 | 82-га  | • Ганна Ейнбіндер — «Хитрощі» за роль Еви Деніелс                  |                                                          |
| 2025 | 82-га  | • Дакота Феннінг — «Ріплі» за роль Мардж Шервуд                    |                                                          |
| 2025 | 82-га  | • Еллісон Дженні — «Дипломатка» за роль Ґрейс Пенн                 |                                                          |
| 2025 | 82-га  | • Кейлі Ріс — «Справжній детектив» за роль Еванджелін Наварро      |                                                          |